# 루체른–슈탄스–엥겔베르크선
루체른–슈탄스–엥겔베르크선(Luzern–Stans–Engelberg railway line)은 스위스 루체른을 헤르기스빌과 슈탄스를 통해 엥겔베르크 리조트까지 연결하는 협궤 랙 철도이다. 이 노선은 슈탄슈타트-엥겔베르크 철도(Stansstad-Engelberg-Bahn, StEB)에 의해 건설되었으며, 루체른까지 확장을 통해 루체른-슈탄스-엥겔베르크 철도(Luzern–Stans–Engelberg-Bahn, LSE)가 되었다.
오늘날 이 노선은 브뤼닉선을 소유하고 있는 첸트랄반 철도 회사가 소유하고 있다. 루체른–슈탄스–엥겔베르크선의 열차는 브뤼닉선 궤도를 사용하여 헤르기스빌에서 루체른으로 이동한다.

## 역사

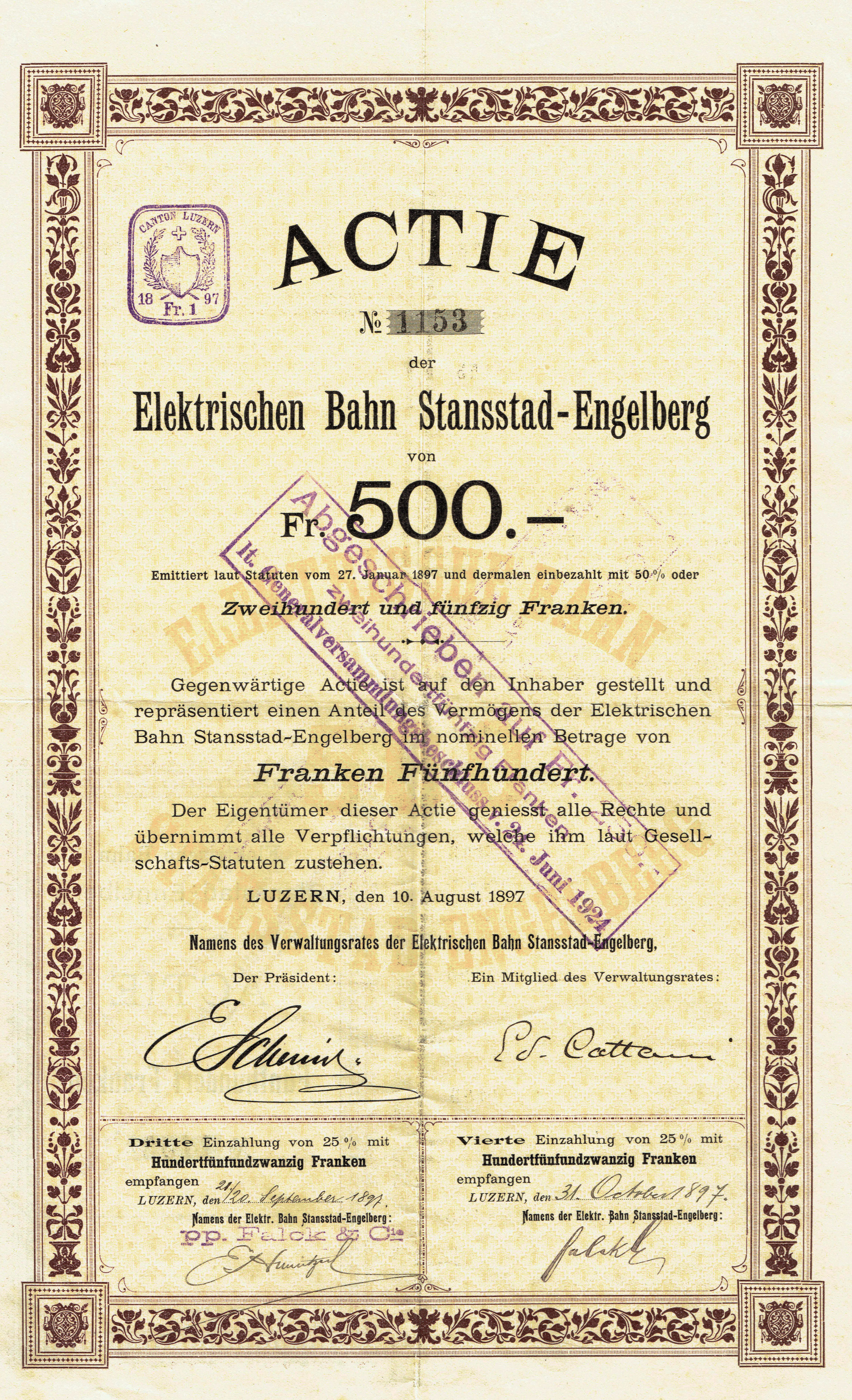
Elektrische Bahn Stansstad-Engelberg의 주식 증서, 1897년 8월 10일 발행

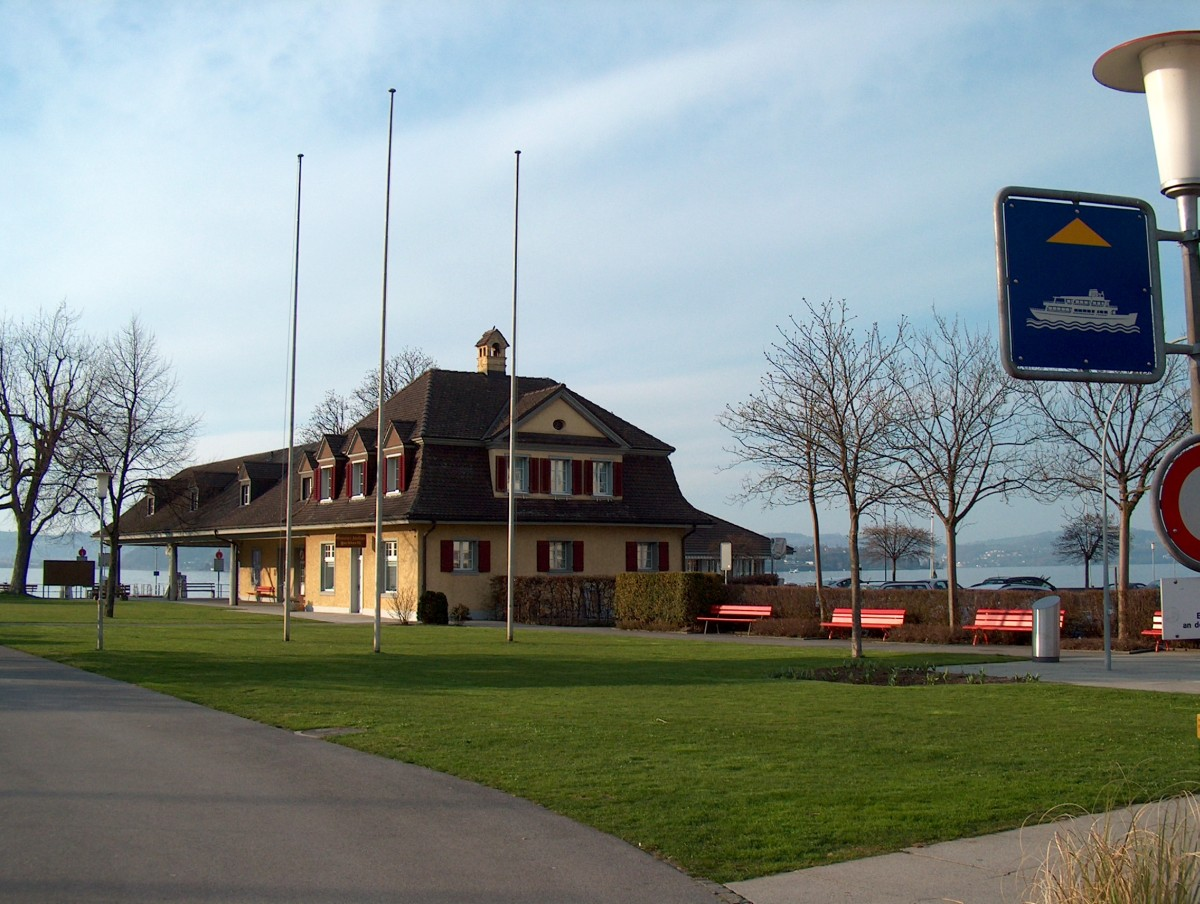
Stansstad-Engelberg-Bahn의 이전 종점 슈탄슈타트, 현재 철도 운행은 종료되었지만, 호수 선적에 이용

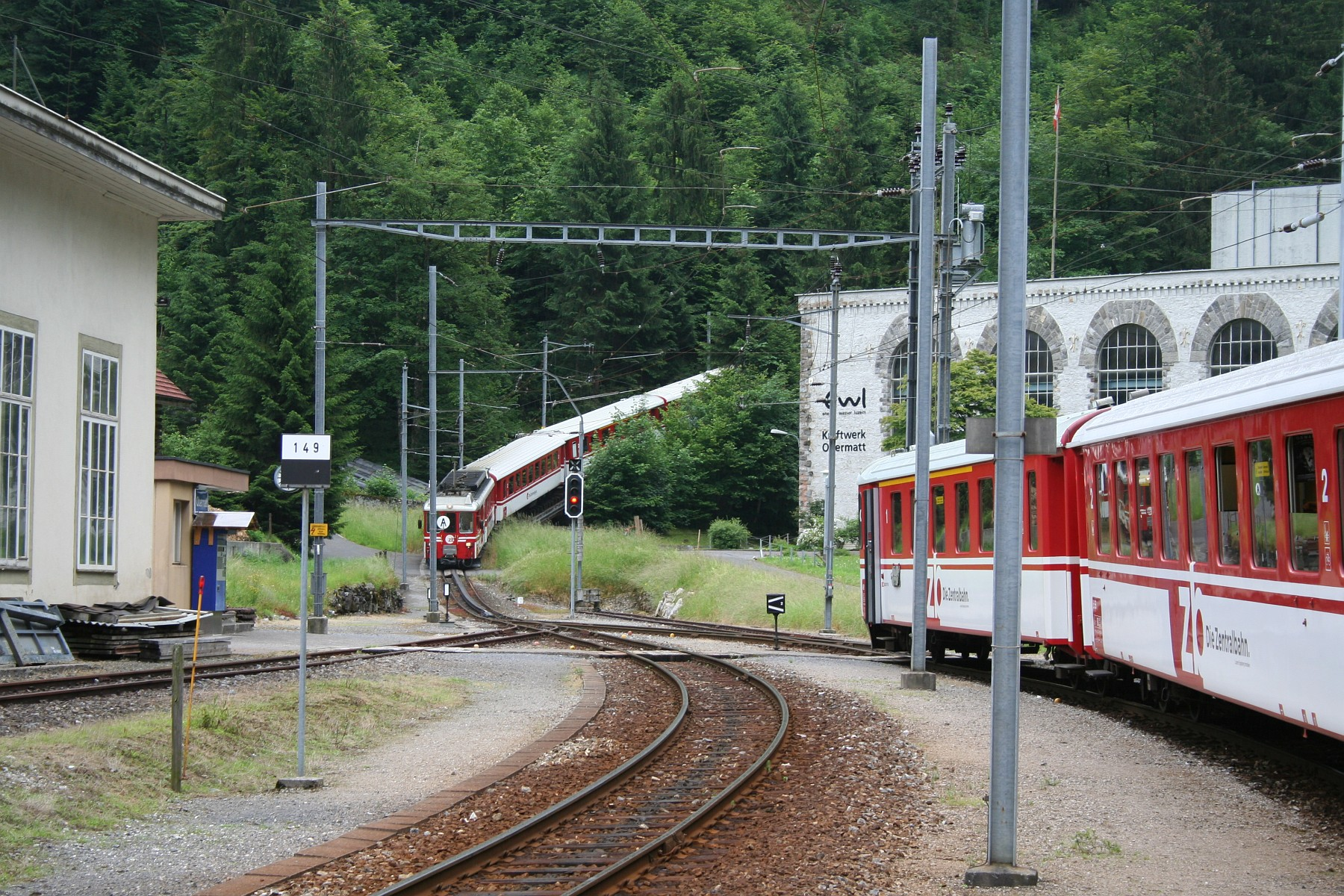
이전 랙 레일 구간의 출발점이었던 오버마트, 현재는 그라펜오르트에서 엥겔베르크 터널로 우회

1890년에 슈탄슈타트에서 엥겔베르크까지 노선을 건설할 수 있는 권한이 주어졌다. 슈탄슈타트-엥겔베르크-철도 (StEB)의 개통은 1898년에 이어졌다. 철도 개통으로 인해 1893년과 1903년 사이에 슈탄슈타트와 슈탄스를 연결하는 슈탄슈타트-슈탄스 트램웨이가 조기에 중단되었다.
이 노선은 처음부터 전찰화되어 당시 스위스에서 가장 긴 전기 운행 철도 노선이 되었다. 그라펜오르트와 엥겔베르크 사이의 랙 구간에서 최대 기울기가 25%이므로 3상 교류를 사용하기로 결정했다.
브라운 보베리(Brown Boveri) 사는 1898년에서 1900년 사이에 1번에서 7번까지 번호가 매겨진 각 구획에 목재 몸체와 측면 도어가 있는 7대의 52kW 모터 차량을 인도했다. 또한 1898년에서 1913년 사이에 그라펜오르트 이후에 사용된 5대의 4륜 110kW 랙 뱅커를 인도했다. 이 차량은 그라펜오르트 너머 가파른 오르막 구간에서 차량이 언덕을 오르는 것을 돕기 위해 사용되는 것으로 이것들 또한 1~5번으로 번호가 매겨졌다. 이 차량 모두 1964년까지 운행되었다.
그 당시 철도는 루체른 호수의 슈탄슈타트가 종점이었다. 승객들은 호수 증기선이나 버스로 계속 이동해야 했다. SBB의 미터궤 브뤼닉선에 역이 있던 헤르기스빌의 국철망과 철도를 연결하기 위해 1956년에 혜택안이 영업권이 통과되었다. 그러나 헤르기스빌까지 노선을 건설할 자금을 찾는 데 시간이 좀 걸렸다. 오래된 대출 문제를 해결하기 위해 1959년에 전철 슈탄슈타트-엥겔베르크(Elektrische Bahn Stansstad-Engelberg)라는 이름의 새로운 회사가 설립되었다. 1960년에 로퍼 터널 작업이 시작되었고. 1964년 8월 27일에 마지막 3상 열차가 엥겔베르크에 도착했다. 랙 노선은 브뤼닉 철도 표준에 따라 재건되었으며, 15kV 16⅔Hz를 위한 새로운 가공 노선이 구축되었다. 1964년 12월 19일, 이 노선은 루체른-슈탄스-엥겔베르크-철도(LSE)로 사업을 재개했다. 새로운 모터 코치는 현재의 브뤼닉 철도 동력(75km/h 또는 47mph)과 동일한 최대 속도를 내도록 제작되었다.
2005년 LSE는 스위스 연방 철도의 브뤼닉선과 합병하여 첸트랄반 철도 회사를 설립했다. 공식적으로 스위스 연방 철도는 브뤼닉선을 LSE에 매각했으며, LSE는 자체 주식으로 비용을 지불했다. LSE는 이후 첸트랄반으로 이름이 바뀌었고 현재 주식의 2/3는 SBB가 소유하고 있다.
2010년 12월, 그라펜오르트-엥겔베르크 터널이 그라펜오르트와 엥겔베르크 사이에 25%의 매우 가파른 경사를 우회하여 개통되었다. 우회로로 인해 오버마트 ZB 및 그뤼넨발트의 이전 역이 폐쇄되었다. 2012년 말, 크린스 마텐호프역과 루체른역 접근로 사이에 새로운 터널 경로가 개통되었다. 터널은 구불구불한 길을 대체하여 여러 혼잡한 수평 교차점을 폐지하고, 이중 선로를 제공할 수 있다. 터널 내에 건설된 새로운 역인 루체른 알멘트/메세는 스위스포아레나(Swissporarena)에 서비스를 제공한다.

## 선로

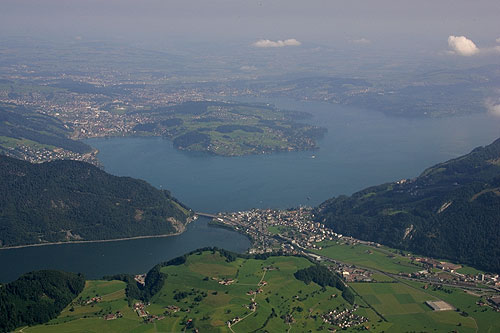
루체른 방면 노선은 슈탄슈타트를 지나 호수(하부 중앙)를 가로지른다.

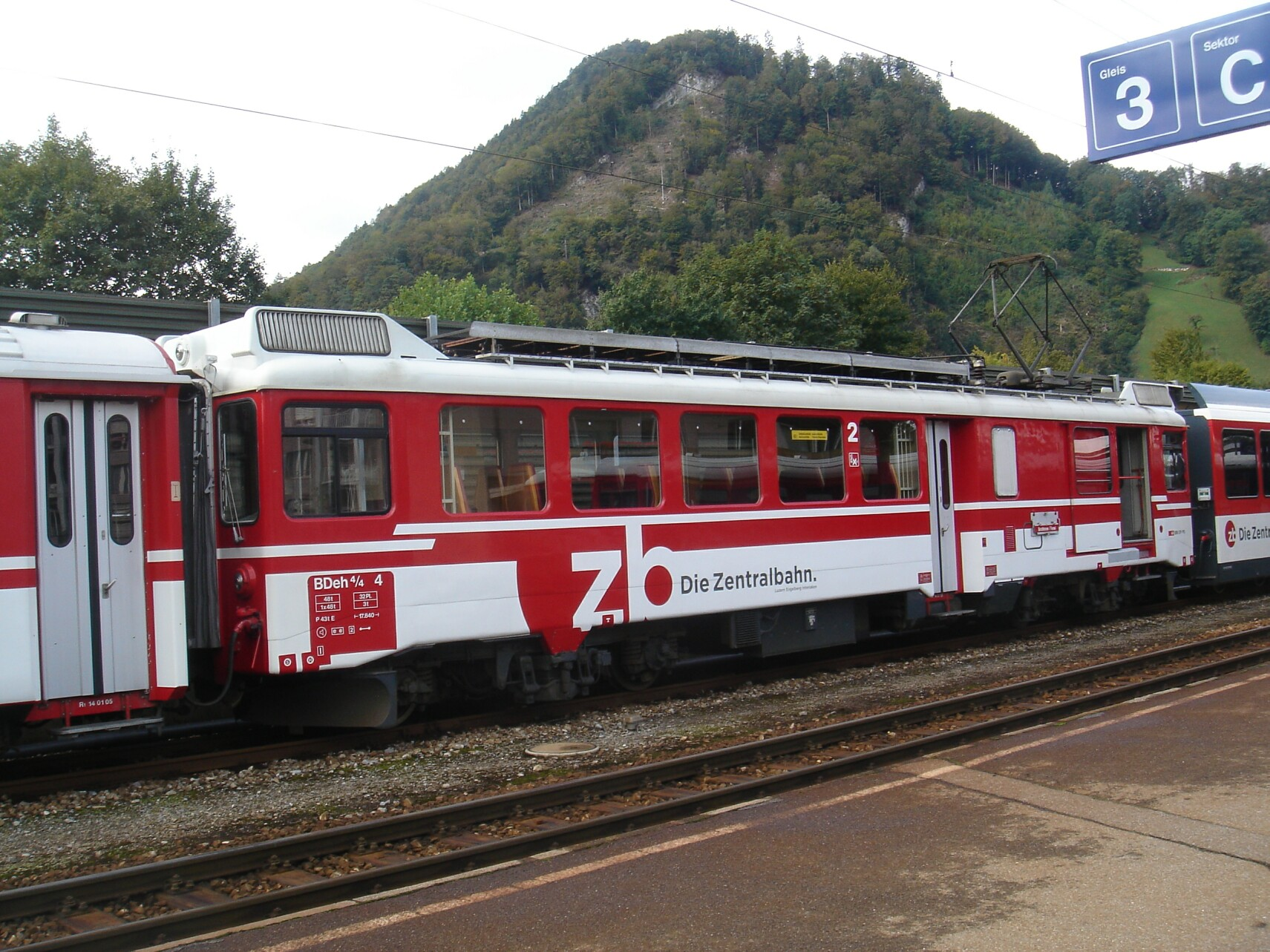
로퍼베르크를 배경으로 슈탄슈타트역의 차량

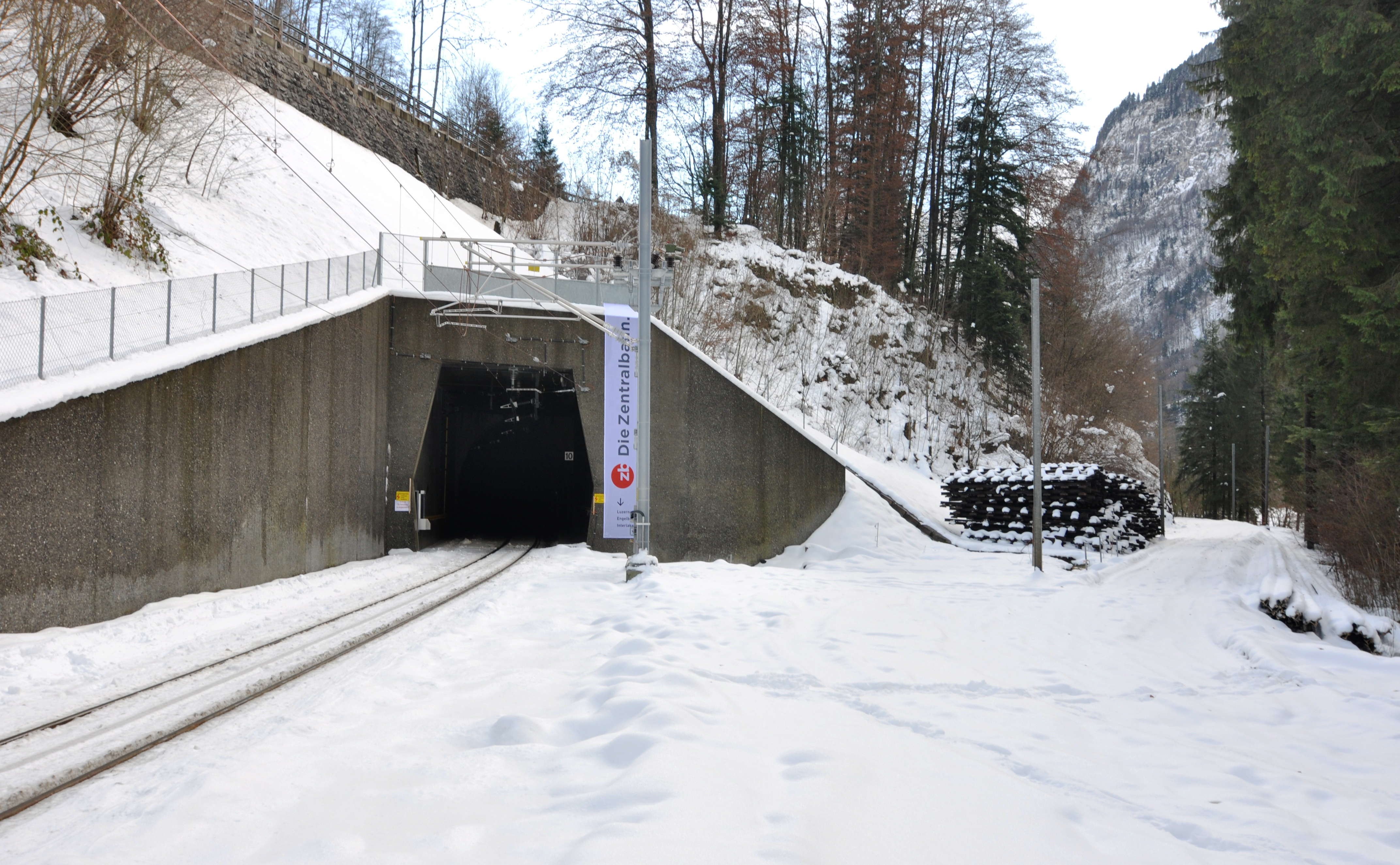
그라페노트와 엥겔베르크 사이 새 터널의 아래쪽 입구. 앞의 경로가 오른쪽으로 갈라지는 것을 볼 수 있다.

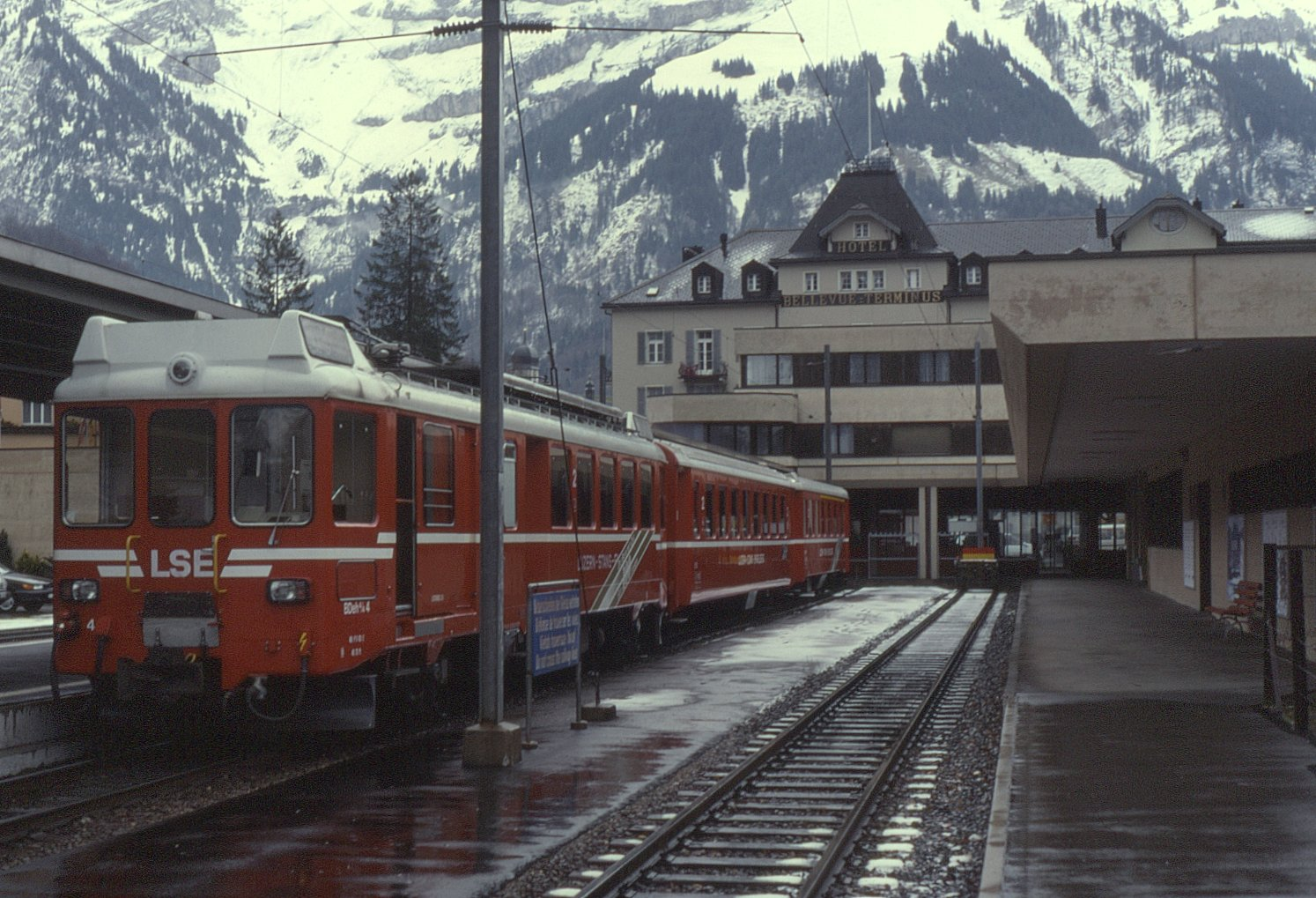
엥겔베르크의 노선 종점

루체른–슈탄스–엥겔베르크노선의 열차는 스위스 연방 철도의 표준궤 1,435mm와 공유되는 스위스의 주요 기차역 중 하나인 루체른역에서 여행을 시작한다. 그 역을 떠난 직후, 노선은 루체른의 남쪽 교외 아래에서 크린스 마텐호프역까지 이어지는 터널(2012년 개통)에 들어간다. 여기에서 노선은 헤르기스빌까지 운행되며, 이곳에서 LSE 노선은 브뤼닉선에서 분기된다.
루체른과 헤르기스빌 사이에서 기차는 브뤼닉선과 S-반 서비스와 트랙을 공유한다. 이 구간은 헤르기스빌 마트역 북쪽에 있는 스피어 터널(Spier)의 남쪽 끝까지 복선이다. 여기 너머에는 역에서 루프를 통과하는 것을 제외하고는 주로 단일 선로가 있다. 루체른과 호르브(Horw) 사이의 두 두 선로 중 하나는 표준궤 화물 열차가 인접한 산업 지역을 운행할 수 있도록 하는 이중궤이다.
헤르기스빌에서 LSE 노선은 필라투스의 능선 아래 로퍼 II 터널을 통과한 다음 루체른 호수의 알프나흐 호수 능선을 연결하여 슈탄슈타트에 도달한다. 이 터널과 연장선은 1960년대에 슈탄슈타트-엥겔베르크선과 브뤼닉선을 연결하기 위해 새로 건설되었다. 슈탄슈타트 기선 부두의 터미널역에서 출발하는 이전 노선은 더 이상 존재하지 않지만, 역 건물은 여전히 존재한다.
현재의 슈탄슈타트역 너머에 있는 이 노선은 원래의 1890년대 노선을 따라 슈탄스와 달렌빌까지 이어지며, 이 노선은 엥겔베르크의 목적지까지 이어지는 엥겔베르거 아강의 계곡을 따라 이어진다. 볼펜쉬센역은 S-반 S4 서비스의 종점이며, LSE 노선은 단독으로 계속된다.
노선은 그라펜오르트 역까지 접착식을 사용한다. 그런 다음 이 역을 지나면 터널을 통한 랙 추진을 사용하여 그라펜오르트에서 엥겔베르크 터널로 가는 노선이 시작된다. 터널 진입 지점에서 2010년 이전의 표면 정렬이 우측으로 꺽어지는 것을 볼 수 있다. 이전에 이 노선은 그뤼넨발트역을 통해 등반하기 위해 랙 구간이 시작된 오버마트 ZB역까지 접착식을 계속 이용했다. 여기에서 간선 도로는 원래 특이한 이중 도개교를 통해 건널목을 건넜고, 랙 레일이 있기 때문에 수평 건널목이 대신 사용되었다.
랙 구간은 게르스트 통과 루프에서 그뤼넨발트(Grünenwald) 위로 끝났다.
엥겔베르크 외곽의 보든(Boden)에서 이전 경로와 새 경로가 다시 합류하여 엥겔베르크역 터미널로 연결된다.

## 철도역
루체른-헤르기스빌 구간의 서비스 패턴은 매우 복잡하다. LSE, 브뤼닉철도, S-반(S4 및 S5) 4개의 서비스가 별개로 운행시간표를 공유하기 때문이다.
| 출발                 | 거리              | 운영자       | 운영자   | 운영자      | 운영자 |
| 출발                 | 거리              | LSE          | 브뤼닉선 | S4          | S5     |
| -------------------- | ----------------- | ------------ | -------- | ----------- | ------ |
| 루체른               | 0.0 km (0.0 mi)   | 출발         | 출발     | 출발        | 출발   |
| 루체른 알라멘트/메세 |                   | 아니요       | 아니요   | 예          | 아니요 |
| 크린스 마텐호프      | 3.4 km (2.1 mi)   | 부분적       | 아니요   | 예          | 예     |
| 호르브               | 4.5 km (2.8 mi)   | 부분적       | 아니요   | 예          | 예     |
| 헤르기스빌 마트      | 7.4 km (4.6 mi)   | 아니요       | 아니요   | 예          | 예     |
| 헤르기스빌           | 8.7 km (5.4 mi)   | 부분적       | 아니요   | 예          | 예     |
| 슈탄슈타트           | 11.4 km (7.1 mi)  | 부분적       |          | 예          |        |
| 슈탄스               | 14.5 km (9.0 mi)  | 예           |          | 예          |        |
| 오버도르프 NW        |                   | Closed 2003  |          | Closed 2003 |        |
| 뷔렌                 |                   | Closed 2003  |          | Closed 2003 |        |
| 달렌빌               | 18.2 km (11.3 mi) | 예           |          | 예          |        |
| 니더리켄바흐         | 18.9 km (11.7 mi) | Request stop |          | 아니요      |        |
| 볼펜쉬센             | 21.2 km (13.2 mi) | 예           |          | Terminates  |        |
| 되르플리             | 22.5 km (14.0 mi) | Closed 2013  |          |             |        |
| 그라펜오르트         | 25.8 km (16.0 mi) | 예           |          |             |        |
| 오버마트 ZB          |                   | Closed 2010  |          |             |        |
| 그뤼넨발트           |                   | Closed 2010  |          |             |        |
| 엥겔베르크           | 33.5 km (20.8 mi) | Terminates   |          |             |        |

1. ↑  당일 Luzern-Engelberg 첫 차량만 운행
2. 1 2 3  당일의 Luzern-Engelberg 첫 차량만 운행, 피크 시즌일 때는 추가 운행
3. 1 2  이후 브뤼닉선을 따라 분기

## 차량
그라펜오르트-엥겔베르크터널이 개통되기 전에 이 노선은 BDeh 4/4 전기 다중 장치에 의해 운영되었다. 승객 수요에 따라 동력차와 트레일러 차량의 다양한 조합이 사용되었지만, 랙 구간에는 최대 4량의 열차를 사용할 수 있다. 더 긴 기차는 오버마트 ZB에서 또는 엥겔베르크에서 출발할 때 분할되어야 했다.
터널이 개통된 이후 이 노선은 일반적으로 오르막(엥겔베르크) 끝에서 HGe 4/4 II 기관차로 구성된 더 긴 기차로 운행되고, 그 다음 일부 원래 BDeh 4/4 트레일러 차량, 그 다음에는 계곡(루체른) 끝에서 최신 스타들러 GSW 다중 장치가 운행된다. 후자는 스타들러 SPATZ와 유사하지만, 랙 시스템이 추가되었다.
2013년 여름 시즌을 위해, 일등석 파노라마 차량이 열차의 끝부분에 추가되었으며 서비스 이름이 “루체른-엥겔베르크 익스프레스”로 변경되었다.